# Världsmästerskapet i fotboll 1930
Världsmästerskapet i fotboll 1930 spelades mellan 13 och 30 juli 1930. Värdar för mästerskapen var Uruguay, som då var regerande Olympiska mästare. Uruguay firade också samma år 100 år som självständig stat. Uruguay blev också de första världsmästarna genom att slå Argentina med 4–2 i finalen.
Det första världsmästerskapet är det enda utan kvalturnering. Eftersom resan över Atlanten var lång och dyr deltog endast fyra europeiska lag. Fifa-presidenten Jules Rimet hjälpte till med arrangera resan vilket gjorde att Belgien, Frankrike, Rumänien och Jugoslavien deltog i mästerskapet. Totalt deltog 13 lag i det första mästerskapet.
Lagen lottades i fyra grupper med tre eller fyra lag i varje. Den första matchen någonsin i VM spelades den 13 juli 1930 mellan Frankrike och Mexiko. Frankrike vann med 4–1 och fransmannen Lucien Laurent blev VM:s första målskytt. Amerikanen Bert Patenaude gjorde VM:s första hat-trick när USA slog Paraguay med 3–0. Gruppvinnarna Argentina, Jugoslavien, Uruguay och USA gick till semifinal. Under matchen Peru-Rumänien sattes ett udda rekord. Det var det lägsta antalet åskådare någonsin som såg en VM-match på plats, endast 300 personer. 
I båda semifinalerna blev det 6–1. Argentina slog USA och Uruguay vann över Jugoslavien. Någon bronsmatch spelades inte men FIFA tilldelar numera USA bronset och Jugoslavien fjärdeplatsen baserat på deras totala resultat i turneringen.
Den första VM-finalen spelades på Estadio Centenario i Montevideo den 30 juli. Lagen vägrade spela med varandras fotbollar och det slutade med att man spelade med argentinsk boll i första halvlek och använde den uruguayanska i den andra. Matchen slutade 4–2 till Uruguay (2–1 i halvtid) som förutom tidigare Olympiska mästare även blev världsmästare när FIFA:s president Jules Rimet överlämnade pokalen, som senare blev uppkallad efter honom själv.

## Val av värdland
Italien, Sverige, Nederländerna, Spanien och Uruguay valde alla att ansöka om arrangemanget. Uruguay blev arrangörslandet efter att alla andra länder dragit tillbaka sin ansökan.

## Deltagare

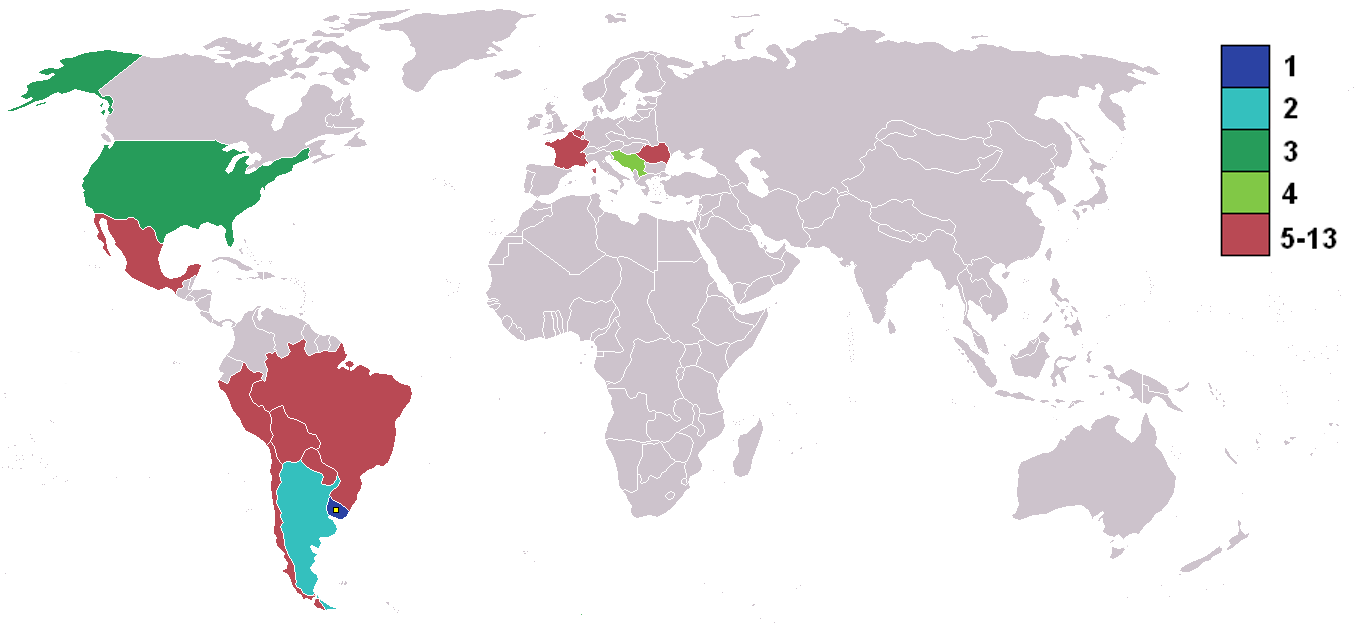
Deltagande länder i VM-1930

Det första världsmästerskapet är det enda som spelats utan kvalspel inför turneringen.  Samtliga Fifa-afillerade landslag fick en inbjudan till att delta, deadline för inbjudan var den 28 februari 1930. Turneringen fångade stort intresse i Amerika; Argentina, Brasilien, Bolivia, Chile, Mexiko, Paraguay, Peru och USA deltog alla. Totalt så deltog sju länder från Sydamerika vilket är det största deltagandet någonsin från Sydamerika i ett VM-slutspel. Från Europas håll så var entuasmen inte lika stor, mycket på grund av den långa och kostsamma båtfärden men även på grund av spelarnas långa ledigheter från arbeten som skulle behövas, endast ett fåtal europeiska länder visade intresse i att delta. Vissa vägrade att överhuvudtaget resa till Sydamerika, och när deadline var passerad så hade inga europeiska länder tackat ja till inbjudan. I ett försök att få större europeiskt deltagande så skickade Uruguays fotbollsförbund en inbjudan till  FA, Englands fotbollsförbund, till att delta, detta trots att förbundet ej var medlem i FIFA. FA tackade dock nej till inbjudan den 18 november 1929. Två månader innan turneringsstart så hade fortfarande inga länder från Europa officiellt tackat ja.
FIFA:s dåvarande president Jules Rimet ingrep då och totalt så deltog sedan 4 europeiska länder, Frankrike, Rumänien, Belgien och Jugoslavien. Rumänien deltog efter att deras nykrönta Kung Carol II personligen tagit ut laget och förhandlat med arbetsgivarna som lovade ledighet och arbetet åter när fotbollsresan skulle sluta. Fransmännen deltog efter Rimets ingripande men varken lagets stjärnförsvarare Manuel Anatol eller coachen Gaston Barreau kunde övertalas till att resa. 
Rumänerna påbörjade sin resa mot Uruguay och VM från Genua då man boardade båten SS Conte Verde, fransmännen plockades upp den 21 juni 1930 i Villefranche-sur-Mer, och belgarna steg på i Barcelona. Ombord Conte Verde fanns även Rimet, trofén och de tre europeiska domarna Jean Langenus, Henri Christophe, och Thomas Balway. Det Brasilianska laget plockades upp i Rio de Janeiro den 29 juni och båten nådde sin destination den 4 juli. Det Jugoslaviska laget reste med postens ångfartyg Florida ifrån Marseille.
| Grupp 1                                | Grupp 2                           | Grupp 3                   | Grupp 4                  |
| Argentina · Chile · Frankrike · Mexiko | Bolivia · Brasilien · Jugoslavien | Peru · Rumänien · Uruguay | Belgien · Paraguay · USA |

## Spelplatser

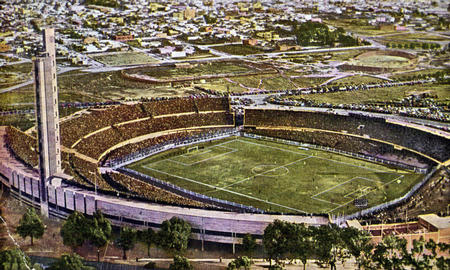
På Estadio Centenario spelades de flesta av turneringens matcher.

Alla matcherna spelades i Montevideo. Matcherna spelades på tre arenor: Estadio Centenario, Estadio Pocitos och Estadio Parque Central. Estadio Centenario hade en publik-kapacitet på 100 000 stående åskådare, och byggdes inför turneringen som en hyllning till hundraårsminnet av Uruguays självständighet. Arenan som är designad av Juan Antonio Scasso, var turneringens huvudarena och enligt Jules Rimet ett "fotbollstempel". På arenan spelades 10 av 18 matcher, varav båda semifinalerna och finalen. Dock på grund av ett snabbt konstruktionsschema och förseningar på grund av den regniga säsongen, var inte Centenario klar för användning förrän fem dagar in i turneringen. Tidigare matcher spelades på de mindre arenorna Parque Central med en kapacitet på 20 000 personer och den numera rivna arenan Pocitos i Montevideo, som då användes av fotbollsklubbarna Nacional och Peñarol.

## Domare
Femton domare deltog i mästerskapet; fyra stycken européer, en fransman, en rumän (Costel Rădulescu, som även var Rumäniens tränare) och två belgare. Resterande elva domare kom från Amerika, varav sex stycken var från värdlandet Uruguay. För att eliminera alla skillnader av spelreglerna så blev domarna inbjudna till ett möte för att reda ut spelreglerna.
Av alla domaringripanden i turneringen så var det två som stack ut och fick stor uppmärksamhet. Det ena ingripandet stod Almeida Rêgo för när han i matchen mellan Argentina och Frankrike blåste slutsignalen 6 minuter för tidigt, det andra uppmärksammade ingripandet stod den bolivianska domaren Ulises Saucedo för då han blåste för totalt tre straffsparkar i matchen mellan Argentina och Mexico. Saucedo var även Bolivias tränare.
Belgaren John Langenus fick äran att döma den första finalen någonsin i mästerskapet.

## Gruppspel

### Grupp 1
| Nr | Lag       | S | V | O | F | GM | IM | MS | P |
| -- | --------- | - | - | - | - | -- | -- | -- | - |
| 1  | Argentina | 3 | 3 | 0 | 0 | 10 | 4  | +6 | 6 |
| 2  | Chile     | 3 | 2 | 0 | 1 | 5  | 3  | +2 | 4 |
| 3  | Frankrike | 3 | 1 | 0 | 2 | 4  | 3  | +1 | 2 |
| 4  | Mexiko    | 3 | 0 | 0 | 3 | 4  | 13 | −9 | 0 |

| 1                        | 13 juli 1930             | Frankrike                                                        | 4 – 1           | Mexiko           | Estadio Pocitos                                                      |                                                                      |
| 15:00 UTC−3 Huvudartikel | 15:00 UTC−3 Huvudartikel | Lucien Laurent 19′ Marcel Langiller 40′ André Maschinot 43′, 87′ | (3 – 0) Rapport | Juan Carreño 70′ | Montevideo, Uruguay Publik: 4 444 Domare: Domingo Lombardi (Uruguay) | Montevideo, Uruguay Publik: 4 444 Domare: Domingo Lombardi (Uruguay) |
| 15:00 UTC−3 Huvudartikel | 15:00 UTC−3 Huvudartikel |                                                                  |                 |                  | Montevideo, Uruguay Publik: 4 444 Domare: Domingo Lombardi (Uruguay) | Montevideo, Uruguay Publik: 4 444 Domare: Domingo Lombardi (Uruguay) |
| 15:00 UTC−3 Huvudartikel | 15:00 UTC−3 Huvudartikel |                                                                  |                 |                  | Montevideo, Uruguay Publik: 4 444 Domare: Domingo Lombardi (Uruguay) | Montevideo, Uruguay Publik: 4 444 Domare: Domingo Lombardi (Uruguay) |

| 5                              | 15 juli 1930                   | Argentina      | 1 – 0           | Frankrike | Estadio Gran Parque Central                                         |                                                                     |
| 16:00 (UTC−03:30) Huvudartikel | 16:00 (UTC−03:30) Huvudartikel | Luis Minti 81′ | (0 – 0) Rapport |           | Montevideo, Uruguay Publik: 23 409 Domare: Almeida Rêgo (Brasilien) | Montevideo, Uruguay Publik: 23 409 Domare: Almeida Rêgo (Brasilien) |
| 16:00 (UTC−03:30) Huvudartikel | 16:00 (UTC−03:30) Huvudartikel |                |                 |           | Montevideo, Uruguay Publik: 23 409 Domare: Almeida Rêgo (Brasilien) | Montevideo, Uruguay Publik: 23 409 Domare: Almeida Rêgo (Brasilien) |
| 16:00 (UTC−03:30) Huvudartikel | 16:00 (UTC−03:30) Huvudartikel |                |                 |           | Montevideo, Uruguay Publik: 23 409 Domare: Almeida Rêgo (Brasilien) | Montevideo, Uruguay Publik: 23 409 Domare: Almeida Rêgo (Brasilien) |

| 6                              | 16 juli 1930                   | Chile                                        | 3 – 0           | Mexiko | Estadio Gran Parque Central                                          |                                                                      |
| 14:45 (UTC−03:30) Huvudartikel | 14:45 (UTC−03:30) Huvudartikel | Carlos Vidal 3′, 65′ Manuel Rosas 51′ (sjm.) | (1 – 0) Rapport |        | Montevideo, Uruguay Publik: 9 249 Domare: Henri Christophe (Belgien) | Montevideo, Uruguay Publik: 9 249 Domare: Henri Christophe (Belgien) |
| 14:45 (UTC−03:30) Huvudartikel | 14:45 (UTC−03:30) Huvudartikel |                                              |                 |        | Montevideo, Uruguay Publik: 9 249 Domare: Henri Christophe (Belgien) | Montevideo, Uruguay Publik: 9 249 Domare: Henri Christophe (Belgien) |
| 14:45 (UTC−03:30) Huvudartikel | 14:45 (UTC−03:30) Huvudartikel |                                              |                 |        | Montevideo, Uruguay Publik: 9 249 Domare: Henri Christophe (Belgien) | Montevideo, Uruguay Publik: 9 249 Domare: Henri Christophe (Belgien) |

| 10                             | 19 juli 1930                   | Chile                  | 1 – 0           | Frankrike | Estadio Centenario                                                |                                                                   |
| 12:50 (UTC−03:30) Huvudartikel | 12:50 (UTC−03:30) Huvudartikel | Guillermo Subiabre 65′ | (0 – 0) Rapport |           | Montevideo, Uruguay Publik: 2 000 Domare: Aníbal Tejada (Uruguay) | Montevideo, Uruguay Publik: 2 000 Domare: Aníbal Tejada (Uruguay) |
| 12:50 (UTC−03:30) Huvudartikel | 12:50 (UTC−03:30) Huvudartikel |                        |                 |           | Montevideo, Uruguay Publik: 2 000 Domare: Aníbal Tejada (Uruguay) | Montevideo, Uruguay Publik: 2 000 Domare: Aníbal Tejada (Uruguay) |
| 12:50 (UTC−03:30) Huvudartikel | 12:50 (UTC−03:30) Huvudartikel |                        |                 |           | Montevideo, Uruguay Publik: 2 000 Domare: Aníbal Tejada (Uruguay) | Montevideo, Uruguay Publik: 2 000 Domare: Aníbal Tejada (Uruguay) |

| 11                             | 19 juli 1930                   | Argentina                                                                    | 6 – 3           | Mexiko                                         | Estadio Centenario                                                  |                                                                     |
| 15:00 (UTC−03:30) Huvudartikel | 15:00 (UTC−03:30) Huvudartikel | Guillermo Stábile 8′, 17′, 80′ Adolfo Zumelzú 12′, 55′ Francisco Varallo 53′ | (3 – 1) Rapport | Manuel Rosas 42′ (str.), 65′ Roberto Gayón 75′ | Montevideo, Uruguay Publik: 42 100 Domare: Ulises Saucedo (Bolivia) | Montevideo, Uruguay Publik: 42 100 Domare: Ulises Saucedo (Bolivia) |
| 15:00 (UTC−03:30) Huvudartikel | 15:00 (UTC−03:30) Huvudartikel |                                                                              |                 |                                                | Montevideo, Uruguay Publik: 42 100 Domare: Ulises Saucedo (Bolivia) | Montevideo, Uruguay Publik: 42 100 Domare: Ulises Saucedo (Bolivia) |
| 15:00 (UTC−03:30) Huvudartikel | 15:00 (UTC−03:30) Huvudartikel |                                                                              |                 |                                                | Montevideo, Uruguay Publik: 42 100 Domare: Ulises Saucedo (Bolivia) | Montevideo, Uruguay Publik: 42 100 Domare: Ulises Saucedo (Bolivia) |

| 15                             | 22 juli 1930                   | Argentina                                     | 3 – 1           | Chile                  | Estadio Centenario                                                 |                                                                    |
| 14:45 (UTC−03:30) Huvudartikel | 14:45 (UTC−03:30) Huvudartikel | Guillermo Stábile 12′, 13′ Mario Evaristo 51′ | (2 – 1) Rapport | Guillermo Subiabre 15′ | Montevideo, Uruguay Publik: 41 459 Domare: John Langenus (Belgien) | Montevideo, Uruguay Publik: 41 459 Domare: John Langenus (Belgien) |
| 14:45 (UTC−03:30) Huvudartikel | 14:45 (UTC−03:30) Huvudartikel |                                               |                 |                        | Montevideo, Uruguay Publik: 41 459 Domare: John Langenus (Belgien) | Montevideo, Uruguay Publik: 41 459 Domare: John Langenus (Belgien) |
| 14:45 (UTC−03:30) Huvudartikel | 14:45 (UTC−03:30) Huvudartikel |                                               |                 |                        | Montevideo, Uruguay Publik: 41 459 Domare: John Langenus (Belgien) | Montevideo, Uruguay Publik: 41 459 Domare: John Langenus (Belgien) |

### Grupp 2
| Nr | Lag         | S | V | O | F | GM | IM | MS | P |
| -- | ----------- | - | - | - | - | -- | -- | -- | - |
| 1  | Jugoslavien | 2 | 2 | 0 | 0 | 6  | 1  | +5 | 4 |
| 2  | Brasilien   | 2 | 1 | 0 | 1 | 5  | 2  | +3 | 2 |
| 3  | Bolivia     | 2 | 0 | 0 | 2 | 0  | 8  | −8 | 0 |

| 3                              | 14 juli 1930                   | Jugoslavien                          | 2 – 1           | Brasilien     | Estadio Gran Parque Central                                        |                                                                    |
| 12:45 (UTC−03:30) Huvudartikel | 12:45 (UTC−03:30) Huvudartikel | Aleksandar Tirnanić 21′ Ivan Bek 30′ | (2 – 0) Rapport | Preguinho 62′ | Montevideo, Uruguay Publik: 24 059 Domare: Aníbal Tejada (Uruguay) | Montevideo, Uruguay Publik: 24 059 Domare: Aníbal Tejada (Uruguay) |
| 12:45 (UTC−03:30) Huvudartikel | 12:45 (UTC−03:30) Huvudartikel |                                      |                 |               | Montevideo, Uruguay Publik: 24 059 Domare: Aníbal Tejada (Uruguay) | Montevideo, Uruguay Publik: 24 059 Domare: Aníbal Tejada (Uruguay) |
| 12:45 (UTC−03:30) Huvudartikel | 12:45 (UTC−03:30) Huvudartikel |                                      |                 |               | Montevideo, Uruguay Publik: 24 059 Domare: Aníbal Tejada (Uruguay) | Montevideo, Uruguay Publik: 24 059 Domare: Aníbal Tejada (Uruguay) |

| 7                              | 17 juli 1930                   | Jugoslavien                                                    | 4 – 0           | Bolivia | Estadio Gran Parque Central                                             |                                                                         |
| 12:45 (UTC−03:30) Huvudartikel | 12:45 (UTC−03:30) Huvudartikel | Ivan Bek 60′, 67′ Blagoje Marjanović 65′ Đorđe Vujadinović 85′ | (0 – 0) Rapport |         | Montevideo, Uruguay Publik: 18 306 Domare: Francisco Mateucci (Uruguay) | Montevideo, Uruguay Publik: 18 306 Domare: Francisco Mateucci (Uruguay) |
| 12:45 (UTC−03:30) Huvudartikel | 12:45 (UTC−03:30) Huvudartikel |                                                                |                 |         | Montevideo, Uruguay Publik: 18 306 Domare: Francisco Mateucci (Uruguay) | Montevideo, Uruguay Publik: 18 306 Domare: Francisco Mateucci (Uruguay) |
| 12:45 (UTC−03:30) Huvudartikel | 12:45 (UTC−03:30) Huvudartikel |                                                                |                 |         | Montevideo, Uruguay Publik: 18 306 Domare: Francisco Mateucci (Uruguay) | Montevideo, Uruguay Publik: 18 306 Domare: Francisco Mateucci (Uruguay) |

| 12                             | 20 juli 1930                   | Brasilien                            | 4 – 0           | Bolivia | Estadio Centenario                                                   |                                                                      |
| 13:00 (UTC−03:30) Huvudartikel | 13:00 (UTC−03:30) Huvudartikel | Moderato 37′, 73′ Preguinho 67′, 83′ | (1 – 0) Rapport |         | Montevideo, Uruguay Publik: 25 466 Domare: Thomas Balvay (Frankrike) | Montevideo, Uruguay Publik: 25 466 Domare: Thomas Balvay (Frankrike) |
| 13:00 (UTC−03:30) Huvudartikel | 13:00 (UTC−03:30) Huvudartikel |                                      |                 |         | Montevideo, Uruguay Publik: 25 466 Domare: Thomas Balvay (Frankrike) | Montevideo, Uruguay Publik: 25 466 Domare: Thomas Balvay (Frankrike) |
| 13:00 (UTC−03:30) Huvudartikel | 13:00 (UTC−03:30) Huvudartikel |                                      |                 |         | Montevideo, Uruguay Publik: 25 466 Domare: Thomas Balvay (Frankrike) | Montevideo, Uruguay Publik: 25 466 Domare: Thomas Balvay (Frankrike) |

### Grupp 3
| Nr | Lag      | S | V | O | F | GM | IM | MS | P |
| -- | -------- | - | - | - | - | -- | -- | -- | - |
| 1  | Uruguay  | 2 | 2 | 0 | 0 | 5  | 0  | +5 | 4 |
| 2  | Rumänien | 2 | 1 | 0 | 1 | 3  | 5  | −2 | 2 |
| 3  | Peru     | 2 | 0 | 0 | 2 | 1  | 4  | −3 | 0 |

| 4                              | 14 juli 1930                   | Rumänien                                                  | 3 – 1           | Peru                       | Estadio Pocitos                                                   |                                                                   |
| 14:50 (UTC−03:30) Huvudartikel | 14:50 (UTC−03:30) Huvudartikel | Adalbert Deșu 1′ Constantin Stanciu 79′ Miklós Kovács 89′ | (1 – 0) Rapport | Luis de Souza Ferreira 75′ | Montevideo, Uruguay Publik: 2 549 Domare: Alberto Warnken (Chile) | Montevideo, Uruguay Publik: 2 549 Domare: Alberto Warnken (Chile) |
| 14:50 (UTC−03:30) Huvudartikel | 14:50 (UTC−03:30) Huvudartikel |                                                           |                 |                            | Montevideo, Uruguay Publik: 2 549 Domare: Alberto Warnken (Chile) | Montevideo, Uruguay Publik: 2 549 Domare: Alberto Warnken (Chile) |
| 14:50 (UTC−03:30) Huvudartikel | 14:50 (UTC−03:30) Huvudartikel |                                                           |                 |                            | Montevideo, Uruguay Publik: 2 549 Domare: Alberto Warnken (Chile) | Montevideo, Uruguay Publik: 2 549 Domare: Alberto Warnken (Chile) |

| 9                              | 18 juli 1930                   | Uruguay           | 1 – 0           | Peru | Estadio Centenario                                                 |                                                                    |
| 14:30 (UTC−03:30) Huvudartikel | 14:30 (UTC−03:30) Huvudartikel | Héctor Castro 65′ | (0 – 0) Rapport |      | Montevideo, Uruguay Publik: 57 735 Domare: John Langenus (Belgien) | Montevideo, Uruguay Publik: 57 735 Domare: John Langenus (Belgien) |
| 14:30 (UTC−03:30) Huvudartikel | 14:30 (UTC−03:30) Huvudartikel |                   |                 |      | Montevideo, Uruguay Publik: 57 735 Domare: John Langenus (Belgien) | Montevideo, Uruguay Publik: 57 735 Domare: John Langenus (Belgien) |
| 14:30 (UTC−03:30) Huvudartikel | 14:30 (UTC−03:30) Huvudartikel |                   |                 |      | Montevideo, Uruguay Publik: 57 735 Domare: John Langenus (Belgien) | Montevideo, Uruguay Publik: 57 735 Domare: John Langenus (Belgien) |

| 14                             | 21 juli 1930                   | Uruguay                                                                | 4 – 0           | Rumänien | Estadio Centenario                                                  |                                                                     |
| 14:50 (UTC−03:30) Huvudartikel | 14:50 (UTC−03:30) Huvudartikel | Pablo Dorado 7′ Héctor Scarone 24′ Peregrino Anselmo 30′ Pedro Cea 35′ | (4 – 0) Rapport |          | Montevideo, Uruguay Publik: 70 022 Domare: Almeida Rêgo (Brasilien) | Montevideo, Uruguay Publik: 70 022 Domare: Almeida Rêgo (Brasilien) |
| 14:50 (UTC−03:30) Huvudartikel | 14:50 (UTC−03:30) Huvudartikel |                                                                        |                 |          | Montevideo, Uruguay Publik: 70 022 Domare: Almeida Rêgo (Brasilien) | Montevideo, Uruguay Publik: 70 022 Domare: Almeida Rêgo (Brasilien) |
| 14:50 (UTC−03:30) Huvudartikel | 14:50 (UTC−03:30) Huvudartikel |                                                                        |                 |          | Montevideo, Uruguay Publik: 70 022 Domare: Almeida Rêgo (Brasilien) | Montevideo, Uruguay Publik: 70 022 Domare: Almeida Rêgo (Brasilien) |

### Grupp 4
| Nr | Lag      | S | V | O | F | GM | IM | MS | P |
| -- | -------- | - | - | - | - | -- | -- | -- | - |
| 1  | USA      | 2 | 2 | 0 | 0 | 6  | 0  | +6 | 4 |
| 2  | Paraguay | 2 | 1 | 0 | 1 | 1  | 3  | −2 | 2 |
| 3  | Belgien  | 2 | 0 | 0 | 2 | 0  | 4  | −4 | 0 |

| 2                              | 13 juli 1930                   | USA                                               | 3 – 0           | Belgien | Estadio Gran Parque Central                                        |                                                                    |
| 15:00 (UTC−03:30) Huvudartikel | 15:00 (UTC−03:30) Huvudartikel | Bart McGhee 23′ Tom Florie 45′ Bert Patenaude 69′ | (2 – 0) Rapport |         | Montevideo, Uruguay Publik: 18 346 Domare: José Macías (Argentina) | Montevideo, Uruguay Publik: 18 346 Domare: José Macías (Argentina) |
| 15:00 (UTC−03:30) Huvudartikel | 15:00 (UTC−03:30) Huvudartikel |                                                   |                 |         | Montevideo, Uruguay Publik: 18 346 Domare: José Macías (Argentina) | Montevideo, Uruguay Publik: 18 346 Domare: José Macías (Argentina) |
| 15:00 (UTC−03:30) Huvudartikel | 15:00 (UTC−03:30) Huvudartikel |                                                   |                 |         | Montevideo, Uruguay Publik: 18 346 Domare: José Macías (Argentina) | Montevideo, Uruguay Publik: 18 346 Domare: José Macías (Argentina) |

| 8                              | 17 juli 1930                   | USA                          | 3 – 0           | Paraguay | Estadio Gran Parque Central                                        |                                                                    |
| 14:45 (UTC−03:30) Huvudartikel | 14:45 (UTC−03:30) Huvudartikel | Bert Patenaude 10′, 15′, 50′ | (2 – 0) Rapport |          | Montevideo, Uruguay Publik: 18 306 Domare: José Macías (Argentina) | Montevideo, Uruguay Publik: 18 306 Domare: José Macías (Argentina) |
| 14:45 (UTC−03:30) Huvudartikel | 14:45 (UTC−03:30) Huvudartikel |                              |                 |          | Montevideo, Uruguay Publik: 18 306 Domare: José Macías (Argentina) | Montevideo, Uruguay Publik: 18 306 Domare: José Macías (Argentina) |
| 14:45 (UTC−03:30) Huvudartikel | 14:45 (UTC−03:30) Huvudartikel |                              |                 |          | Montevideo, Uruguay Publik: 18 306 Domare: José Macías (Argentina) | Montevideo, Uruguay Publik: 18 306 Domare: José Macías (Argentina) |

| 13                             | 20 juli 1930                   | Paraguay             | 1 – 0           | Belgien | Estadio Centenario                                                     |                                                                        |
| 15:00 (UTC−03:30) Huvudartikel | 15:00 (UTC−03:30) Huvudartikel | Luis Vargas Peña 40′ | (1 – 0) Rapport |         | Montevideo, Uruguay Publik: 12 000 Domare: Ricardo Vallarino (Uruguay) | Montevideo, Uruguay Publik: 12 000 Domare: Ricardo Vallarino (Uruguay) |
| 15:00 (UTC−03:30) Huvudartikel | 15:00 (UTC−03:30) Huvudartikel |                      |                 |         | Montevideo, Uruguay Publik: 12 000 Domare: Ricardo Vallarino (Uruguay) | Montevideo, Uruguay Publik: 12 000 Domare: Ricardo Vallarino (Uruguay) |
| 15:00 (UTC−03:30) Huvudartikel | 15:00 (UTC−03:30) Huvudartikel |                      |                 |         | Montevideo, Uruguay Publik: 12 000 Domare: Ricardo Vallarino (Uruguay) | Montevideo, Uruguay Publik: 12 000 Domare: Ricardo Vallarino (Uruguay) |

## Slutspel

### Slutspelsträd
|  | Semifinaler          | Semifinaler |   |  | Final                | Final |  |
|  |                      |             |   |  |                      |       |  |
|  | 27 juli – Montevideo |             |   |  |                      |       |  |
|  | Uruguay              | 6           |   |  |                      |       |  |
|  | Jugoslavien          | 1           |   |  |                      |       |  |
|  |                      |             |   |  |                      |       |  |
|  |                      |             |   |  | 30 juli – Montevideo |       |  |
|  |                      |             |   |  | Uruguay              | 4     |  |
|  |                      | Argentina   | 2 |  |                      |       |  |
|  |                      |             |   |  |                      |       |  |
|  |                      |             |   |  |                      |       |  |
|  |                      |             |   |  |                      |       |  |
|  | 26 juli – Montevideo |             |   |  |                      |       |  |
|  | Argentina            | 6           |   |  |                      |       |  |
|  | Italien              | 1           |   |  |                      |       |  |

### Semifinaler
| 16                             | 26 juli 1930                   | Argentina                                                                                 | 6 – 1           | USA           | Estadio Centenario                                                 |                                                                    |
| 14:45 (UTC−03:30) Huvudartikel | 14:45 (UTC−03:30) Huvudartikel | Luis Monti 20′ Alejandro Scopelli 56′ Guillermo Stábile 69′, 87′ Carlos Peucelle 80′, 85′ | (1 – 0) Rapport | Jim Brown 89′ | Montevideo, Uruguay Publik: 72 886 Domare: John Langenus (Belgien) | Montevideo, Uruguay Publik: 72 886 Domare: John Langenus (Belgien) |
| 14:45 (UTC−03:30) Huvudartikel | 14:45 (UTC−03:30) Huvudartikel |                                                                                           |                 |               | Montevideo, Uruguay Publik: 72 886 Domare: John Langenus (Belgien) | Montevideo, Uruguay Publik: 72 886 Domare: John Langenus (Belgien) |
| 14:45 (UTC−03:30) Huvudartikel | 14:45 (UTC−03:30) Huvudartikel |                                                                                           |                 |               | Montevideo, Uruguay Publik: 72 886 Domare: John Langenus (Belgien) | Montevideo, Uruguay Publik: 72 886 Domare: John Langenus (Belgien) |

| 17                             | 27 juli 1930                   | Uruguay                                                               | 6 – 1           | Jugoslavien          | Estadio Centenario                                                  |                                                                     |
| 14:45 (UTC−03:30) Huvudartikel | 14:45 (UTC−03:30) Huvudartikel | Pedro Cea 18′, 67′, 72′ Peregrino Anselmo 20′, 31′ Santos Iriarte 61′ | (3 – 1) Rapport | Đorđe Vujadinović 4′ | Montevideo, Uruguay Publik: 79 867 Domare: Almeida Rêgo (Brasilien) | Montevideo, Uruguay Publik: 79 867 Domare: Almeida Rêgo (Brasilien) |
| 14:45 (UTC−03:30) Huvudartikel | 14:45 (UTC−03:30) Huvudartikel |                                                                       |                 |                      | Montevideo, Uruguay Publik: 79 867 Domare: Almeida Rêgo (Brasilien) | Montevideo, Uruguay Publik: 79 867 Domare: Almeida Rêgo (Brasilien) |
| 14:45 (UTC−03:30) Huvudartikel | 14:45 (UTC−03:30) Huvudartikel |                                                                       |                 |                      | Montevideo, Uruguay Publik: 79 867 Domare: Almeida Rêgo (Brasilien) | Montevideo, Uruguay Publik: 79 867 Domare: Almeida Rêgo (Brasilien) |

### Final
| 18                             | 30 juli 1930                   | Uruguay                                                             | 4 – 2           | Argentina                                 | Estadio Centenario                                                 |                                                                    |
| 14:15 (UTC−03:30) Huvudartikel | 14:15 (UTC−03:30) Huvudartikel | Pablo Dorado 12′ Pedro Cea 57′ Santos Iriarte 68′ Héctor Castro 89′ | (1 – 2) Rapport | Carlos Peucelle 20′ Guillermo Stábile 37′ | Montevideo, Uruguay Publik: 68 346 Domare: John Langenus (Belgien) | Montevideo, Uruguay Publik: 68 346 Domare: John Langenus (Belgien) |
| 14:15 (UTC−03:30) Huvudartikel | 14:15 (UTC−03:30) Huvudartikel |                                                                     |                 |                                           | Montevideo, Uruguay Publik: 68 346 Domare: John Langenus (Belgien) | Montevideo, Uruguay Publik: 68 346 Domare: John Langenus (Belgien) |
| 14:15 (UTC−03:30) Huvudartikel | 14:15 (UTC−03:30) Huvudartikel |                                                                     |                 |                                           | Montevideo, Uruguay Publik: 68 346 Domare: John Langenus (Belgien) | Montevideo, Uruguay Publik: 68 346 Domare: John Langenus (Belgien) |

## Statistik

### Skytteliga
8 mål
- Guillermo Stábile

5 mål
- Pedro Cea

4 mål
| - Guillermo Subiabre | - Bert Patenaude |

3 mål
| - Carlos Peucelle | - Preguinho | - Ivan Bek | - Peregrino Anselmo |

2 mål
| - Luis Monti - Adolfo Zumelzú - Moderato | - André Maschinot - Manuel Rosas | - Héctor Castro - Pablo Dorado | - Santos Iriarte - Bart McGhee |

1 mål
| - Mario Evaristo - Alejandro Scopelli - Francisco Varallo - Carlos Vidal - Marcel Langiller | - Lucien Laurent - Blagoje Marjanović - Branislav Sekulić - Aleksandar Tirnanić - Đorđe Vujadinović | - Juan Carreño - Roberto Gayón - Luis Vargas Peña - Luis Souza Ferreira - Ștefan Barbu | - Adalbert Deșu - Constantin Stanciu - Héctor Scarone - Jim Brown |

### Bokreferenser
- Fotbolls-VM genom tiderna. Semic. 2002. ISBN 91-552-1028-7
- Hunt, Chris (2006). World Cup Stories: The history of the FIFA World Cup. Interact. ISBN 0-9549819-2-8
- Seddon, Peter (2005). The World Cup's Strangest Moments. Robson. ISBN 1-86105-869-1
- Goldblatt, David (2008). The Ball Is Round: A Global History of Soccer. Robson. ISBN 978-0-14-101582-8